# Julio Lozano Díaz
Julio Lozano Díaz (Tegucigalpa, 27 de març de 1885 – Miami, 20 d'agost de 1957). Va ser un Polític hondureny que va exercir el càrrec de President d'Hondures durant dos anys (1954-1956), després de la renúncia del President Juan Manuel Gálvez. Durant el seu govern se li va estendre el dret a vot a la dona hondurenya i es va introduir una Carta Fonamental de Garanties del Treball el 1955. Enderrocat per una Junta Militar, Lozano Díaz va ser enviat a l'exili a Miami on va morir el 1957.